# Maringá FC
Az Maringá Futebol Clube, labdarúgó csapatát Maringá városában, 2010-ben hozták létre. A klub a Paranaense bajnokságban szerepel.

## Játékoskeret
2015-től
| #  |     | Poszt | Név             |
| -- | --- | ----- | --------------- |
|    | BRA | K     | Daniel Oliveira |
|    | BRA | K     | Reinaldo        |
| 1  | BRA | K     | Ednaldo         |
| 24 | BRA | K     | Tadeu           |
|    | BRA | V     | Italo           |
|    | BRA | V     | Tiago Silva     |
|    | BRA | V     | Rhuan           |
|    | BRA | V     | João Felipe     |
|    | BRA | V     | Abner Silva     |
|    | BRA | V     | Edinho          |
|    | JPN | V     | Alex            |
|    | BRA | V     | Gerônimo        |
|    | BRA | V     | Marcelo Xavier  |
|    | BRA | V     | Fabiano         |
| 16 | BRA | V     | Luan            |

| # |     | Poszt | Név               |
| - | --- | ----- | ----------------- |
|   | BRA | V     | Juninho           |
|   | BRA | KP    | Zé Leandro        |
|   | BRA | KP    | Danilo Rios       |
|   | BRA | KP    | Bruno Renan       |
|   | BRA | KP    | Max               |
|   | BRA | KP    | Eurico            |
|   | BRA | KP    | Serginho Paulista |
|   | BRA | KP    | Cristian          |
|   | BRA | CS    | Rafael Santiago   |
|   | BRA | CS    | Victor Sapo       |
|   | BRA | CS    | Rodrigo Dantas    |
|   | BRA | CS    | Giso              |
|   | BRA | CS    | Edmar             |
|   | BRA | CS    | Gabriel Barcos    |